# 泰源幽谷
22°59′35.2″N 121°17′49.0″E / 22.993111°N 121.296944°E

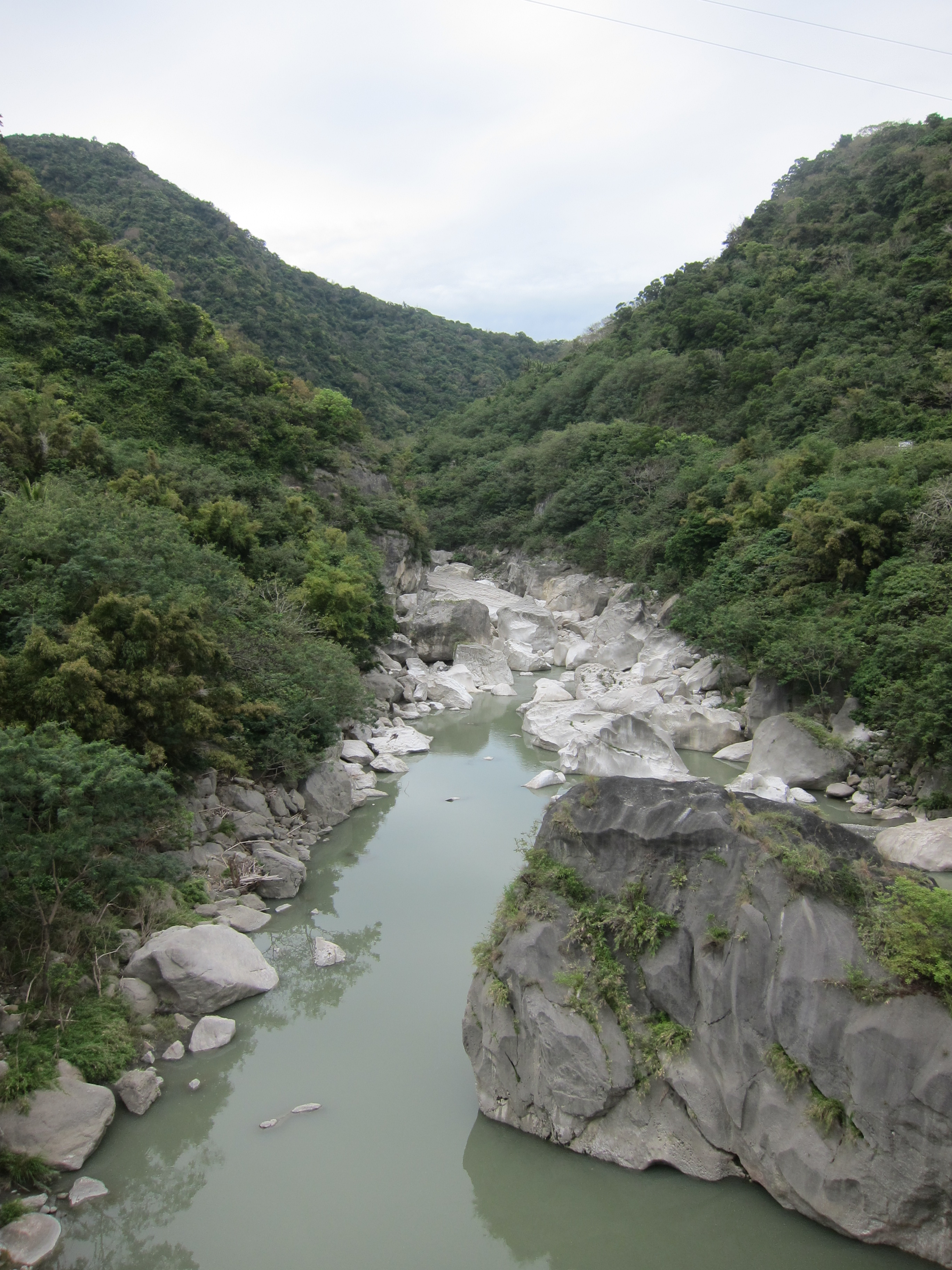
由馬武窟溪所形成的峽谷——「泰源幽谷」。

泰源幽谷，為台湾臺東縣東河鄉的一處峽谷(登仙峽)，位於馬武窟溪之下游。泰源幽谷所在馬武窟溪之河段，通常泛指於東河橋與泰源村之間，全程約4公里長，省道臺23線（富東公路）便是由泰源村向東沿著泰源幽谷而行，最後直達東河橋，與省道臺11線銜接後，便告出谷，為泰源村唯一對外聯繫的道路。
泰源幽谷在地理上是為花東縱谷與海岸山脈之過渡地帶，因馬武窟溪自泰源盆地向東侵蝕海岸山脈，最後鑿穿出海而形成的峽谷地形。峽谷之形成乃受於馬武窟溪谷二岸之岩壁，在地質學上是屬於都巒山層火成岩之岩性，故有著堅硬的地質，造就出拔地而起的陡峭與山崖夾峙的封閉地景。
在東河橋下的河道則佈滿許多帝王石，由此往西便進入泰源幽谷，這段全長約4公里的泰源幽谷，溪水清澈、滿佈巨石、峭壁風光。繼續西行，途經登仙橋，這一帶常有臺灣獼猴聚集游盪，常因遊客餵食而引來猴群，但偶聞遊客會遭到猴群攻擊。之後繼續西行，抵達泰源村，便是進入到泰源盆地，因地形封閉，使泰源幽谷與泰源村有「世外桃源」之稱。

## 資料來源
1. 1 2 3 4  賴晏儀. . . 正中書局. 2006: 116頁. ISBN 957-09-1711-3 （中文（臺灣））.
2. 1 2 3  . 內政部. 2005. ISBN 986-00-0707-1 （中文（臺灣））.
3. 1 2  . 臺東縣觀光旅遊網. 臺東縣政府.   [2014-09-28]. （原始内容存档于2014-09-13） （中文（臺灣））.
4. ↑  . 台灣地景保育網. 農業委員會林務局、國立台灣大學地理環境資源學系.   [2014-09-28]. （原始内容存档于2016-03-04） （中文（臺灣））.
5. ↑  . 阿山的地科研究室. 陳文山.   [2014-09-28]. （原始内容存档于2020-12-02） （中文（臺灣））.
6. ↑  . 臺東縣政府網站. 臺東縣政府計畫處資訊科.   [2014-09-28]. （原始内容存档于2020-04-18） （中文（臺灣））.
7. ↑  陳君毅. . 華視新聞網 (中華電視公司).   [2014-09-28]. （原始内容存档于2020-11-28） （中文（臺灣））.
8. ↑  . 臺東縣觀光旅遊網. 臺東縣政府.   [2014-09-28]. （原始内容存档于2014-06-30） （中文（臺灣））.
9. ↑  . WEnews. 今日傳媒. 2010-06-04  [2014-09-28] （中文（臺灣））.[永久]
10. . 臺東縣自然史教育館Taitung Museum of Natural History. 臺東縣自然史教育館.   [2014-09-28]. （原始内容存档于2020-02-19） （中文（臺灣））.

## 延伸閱讀
- . 走讀台灣. 中華文化總會. （原始内容存档于2014-12-24） （中文（臺灣））.